# Wietrzenie biologiczne

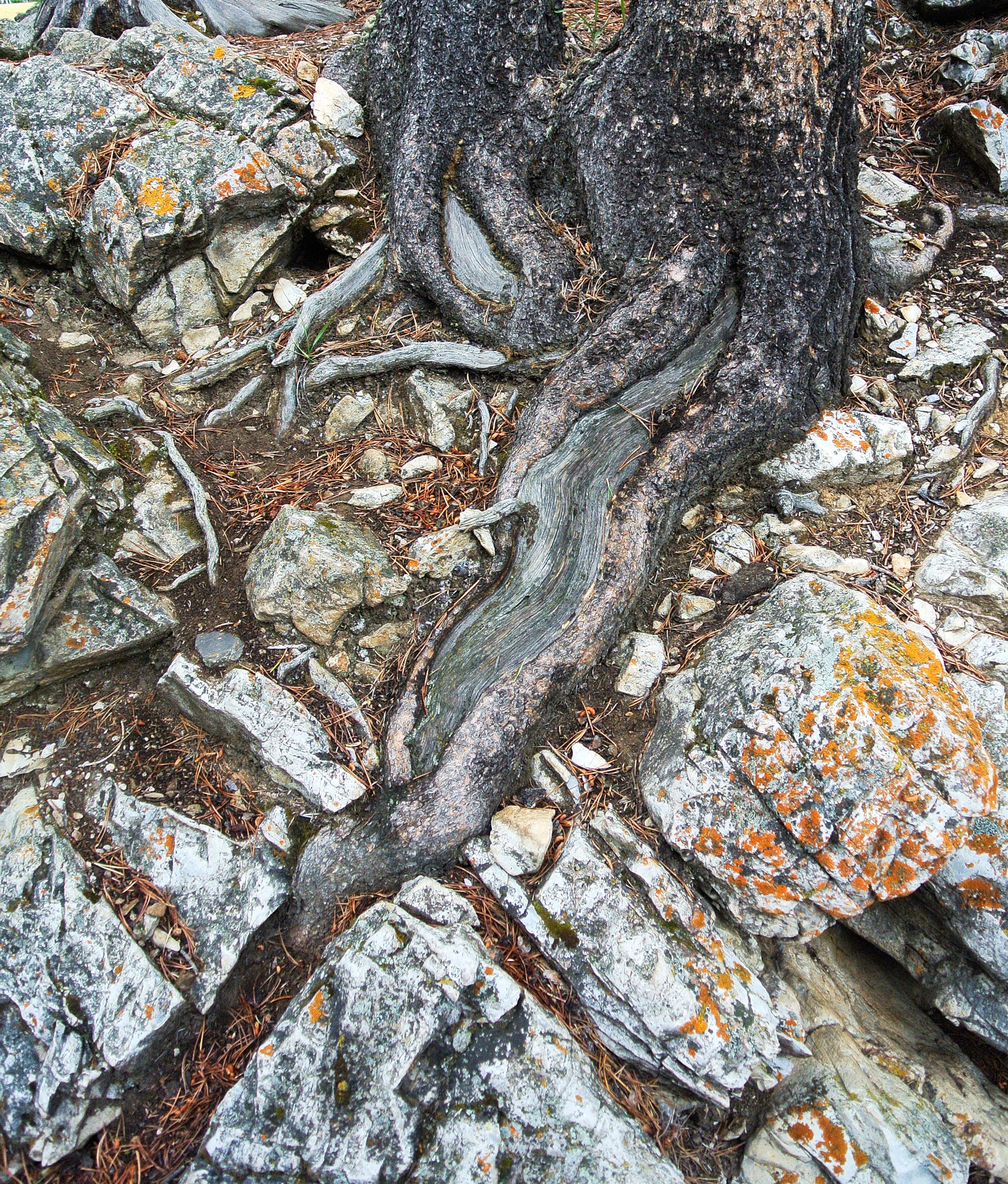
Rozsadzanie skały przez korzenie drzewa w Parku Narodowym Banff

Wietrzenie biologiczne (organiczne) – każdy rodzaj wietrzenia spowodowany przez organizmy żywe. Wyróżnia się tu mechaniczną działalność organizmów żywych (np. rozsadzanie skał przez korzenie roślin, działalność zwierząt ryjących) oraz ich oddziaływanie na skład chemiczny skał, pod wpływem działania kwasów humusowych, substancji wytwarzanych przez rośliny oraz zwierzęta.
Wietrzeniu biologicznemu sprzyja klimat gorący i wilgotny.